# Maomé ibne Iáia ibne Zacaria ibne Bartal
Maomé ibne Iáia ibne Zacaria ibne Bartal (Muhammad ibn Iahia ibn Zakaria ibn Bartal) foi oficial militar muçulmano do século X no Califado de Córdova do Alandalus. Começou a ocupar posições de relevância desde o tempo do califa Abderramão III (r. 912–961), quando tornar-se-ia cádi. Sob o neto dele Hixame II (r. 976–1009) tornar-se-ia cádi de outras províncias. Também era um alfaqui e seu filho Calde, por influência de seu primo, o hájibe Almançor, alcançou altas posições.

## Vida
Maomé nasceu em 939 e era filho de Iáia ibne Zacaria ibne Bartal Atamimi e Boreia. Estudou com alguns estudiosos do Oriente (sobretudo Egito, Meca, Jerusalém e Ramala) e Alandalus. Sob o califa Abderramão III (r. 912–961), foi nomeado cádi da Cora de Raia. Também serviu como cádi de Xaém no começo do reinado de Hixame II (r. 976–1009) e após a morte de ibne Zarbe em 991, foi nomeado por seu sobrinho, o hájibe Almançor, como cádi da capital califal de Córdova, posição que manteve até novembro de 1001. Além de sua carreira civil, foi alfaqui e Alfarábi, com quem estudou, retratou-o como um homem de honestidade e justiça imparcial. Teve ao menos um filho chamado Calde. Faleceu em 1003/1004.